# Dan Beaver
Dan Beaver (...) è un astronomo amatoriale statunitense.
Il Minor Planet Center lo accredita per la scoperta dell'asteroide 331785 Sumners, effettuata il 26 aprile 2003, in collaborazione con Joseph A. Dellinger.